# Kseweryn
Kseweryn – część wsi Krzczonowice w Polsce, położona w województwie świętokrzyskim, w powiecie ostrowieckim, w gminie Ćmielów.
W latach 1975–1998 Kseweryn administracyjnie należał do województwa kieleckiego.

## Historia
Kseweryn (Ksaweryn) opisany w XIX wieku jako folwark z 1 domem i 12 mieszkańcami na 193 morgach gruntu należący do dóbr Brzóstowa ks. Druckiego-Lubeckiego.